# 葉衣菩薩

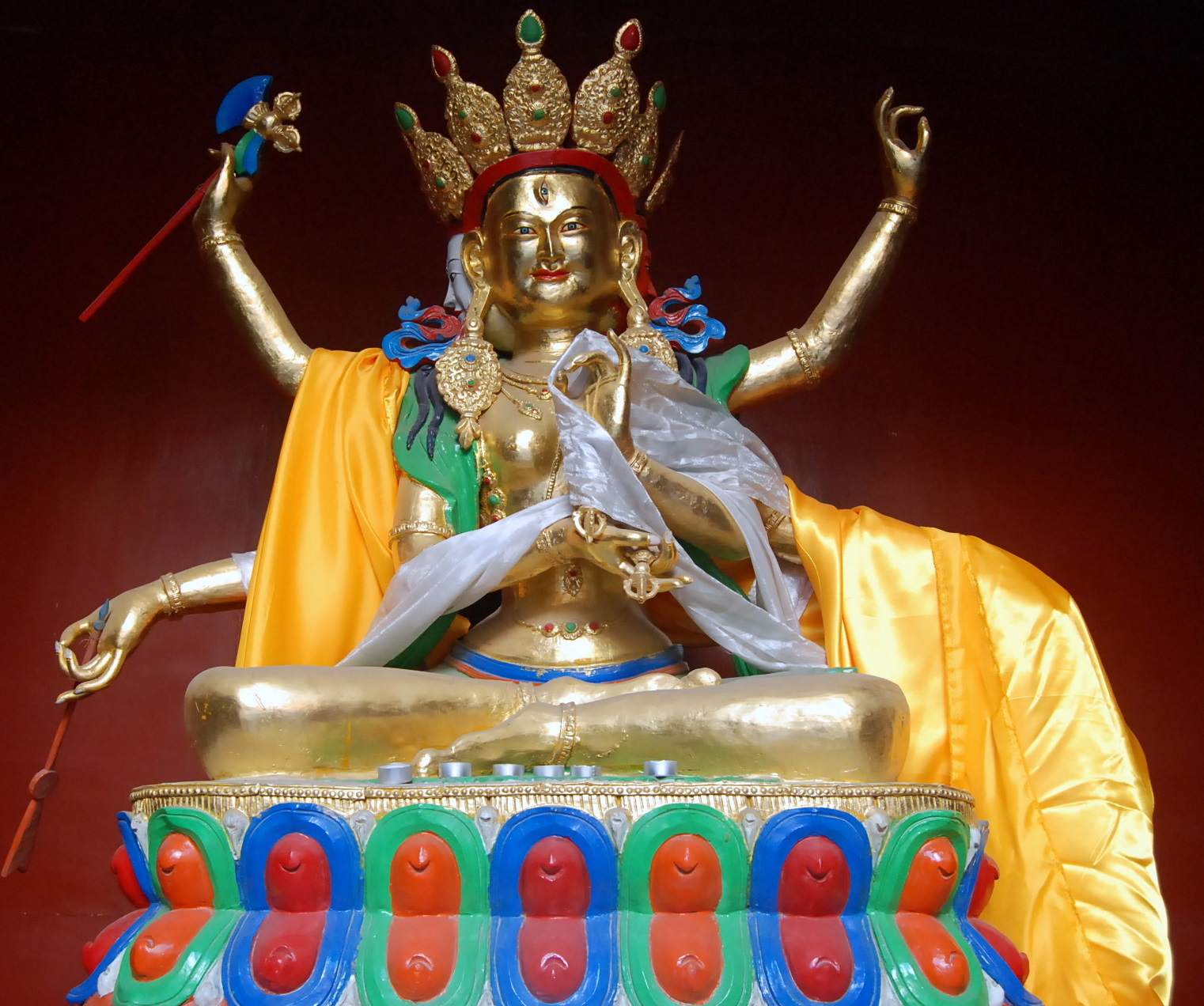
葉衣菩薩像

葉衣菩薩（梵文：Parṇa-śabarī；藏文：རི་ཁྲོད་ལོ་མ་གྱོན་མ།），又譯“缽蘭拏賒嚩哩菩薩”、“葉衣菩薩”、“披葉衣菩薩”、“葉衣觀自在菩薩”、“葉衣觀世音菩薩”、“山間葉衣母”、“山間葉衣佛母”，位於胎藏界曼荼羅觀音院。為三十三觀音之變化身之一，全身裹以蓮葉，常示現居住在山間。
葉衣菩薩是一位消除疾病瘟疫、遮止怖畏災難的殊勝女性菩薩。葉衣菩薩有許多種不同的化身，例如黑葉衣菩薩、藍葉衣菩薩、綠葉衣菩薩、黃葉衣菩薩等等，其中也有不同的形象，但她們其實都是同一位菩薩的不同化身，而不同化身的葉衣菩薩也都各有心咒。